# Jean Mazeline
Jean Mazeline, né le 30 mai 1920 au Ménil-Broût (Orne) et mort le 9 août 1944 à l'Hôme-Chamondot (Orne), est un résistant français, frère d'André Mazeline, responsable départemental des FFI.
Devenu chef du BOA (Bureau des opérations aériennes) de la Sarthe, Jean Mazeline revient dans l'Orne pour occuper les fonctions de chef du canton de l'Armée Secrète de Sées. Il est arrêté le 22 juillet 1944 à Saint-Michel-la-Forêt (aujourd'hui Saint-Michel-Tubœuf) au domicile de ses beaux-parents. Il souhaitait retrouver son épouse pour assister à la naissance de leur fille. Il est alors emprisonné en juillet 1944 au château des Ducs à Alençon.
Torturé, il ne révèle rien sur son frère André, responsable départemental des FFI recherché par la « bande à Jardin ». Lors du repli de la Gestapo et de ses mercenaires près du château de Brotz, à L'Hôme Chamondot dans le Perche, il est fusillé le 9 août 1944 avec ses camarades Fernand Chasseguet, François Bouilhac, Jean Moreau et Albert Frémiot.